# Francisco Javier Cuesta Ramos
Francisco Javier Cuesta Ramos, més conegut com a Frank Cuesta o Frank de la Jungla (Lleó, 16 d'octubre de 1971) és un Youtuber, ex-tennista, professor de tennis i presentador de televisió del canal Cuatro. Viu a Bangkok (Tailàndia).
Des del 2010, fins al 2012 va presentar el programa Frank de la Jungla, emès a Cuatro i Energy (ambdós propietat de Mediaset España). Va rebre un Premi Ondas el 8 de novembre de 2011. També va presentar el programa La selva en casa, emès a Cuatro.
Es va fer passar per veterinari i herpetòleg fins que el maig de 2025 va declarar que no era cap de les dues coses, que els animals que tenia no van ser rescatats sinó que els va comprar, que el seu santuari es podria definir com una granja d'animals, i que la mort d'animals al lloc van ser producte de la seva negligència a causa del seu poc coneixement sobre cures animals.

## Trajectòria professional
Abans de dedicar-se al món de la televisió, Frank Cuesta va interessar-se pel tennis, on va iniciar una incipient trajectòria professional, trencada per un accident de motocicleta. Va abandonar la carrera com a jugador, per a fer-se en entrenador. Va ingressar a l'acadèmia de tennis Nick Bollettieri Tennis Academy a Florida (EUA). D'allà va anar a Tailàndia per a muntar la seva pròpia acadèmia: Frank Cuesta Tennis Academy. Els primers anys a Tailàndia els va dedicar al tennis, però també s'interessà per la fauna del país. Malgrat no tenir formació científica prèvia, va començar a estudiar herpetologia. El seu interès en la matèria, el va fer fundar una associació anomenada Ayuda a los Reptiles en Tailandia.
El 2010, els reporters del programa de Cuatro Callejeros Viajeros toparen amb ell mentre rodaven una entrega del programa a Tailàndia. Cuesta va resoldre un problema que els membres de l'equip van tenir amb una serp. Els directius de la cadena li oferiren presentar el seu propi programa: Frank de la Jungla. El 8 de novembre de 2011, el seu innovador format televisiu va obtenir el Premi Ondas a la Innovació, que va recollir l'1 de desembre del mateix any. El 25 de desembre de 2011 va estrenar el nou programa anomenat La selva en casa, ambientat a Espanya.

L'1 de febrer de 2012, va patir un accident d'helicòpter a la zona del Mekong (Tailàndia). Hores després de l'accident, va confirmar, mitjançant Facebook, que tenia diversos ossos trencats i que fou una de les pitjors experiències de sa vida. L'11 de novembre de 2012 s'estrenà la tercera temporada de Frank de la Jungla al canal Cuatro. El 2012 acabà els seus estudis de Veterinària. El 21 de desembre de 2012, va deixar els seus programes Frank de la Jungla i La selva en casa, tot afirmant que estava cansat de la televisió. l gener de 2013 va acomiadar-se de l'audiència. Va declarar per Twitter:
| « | Han bastado 5 días en la selva para tomar la decisión... Disfrutad de los 4 últimos episodios de Frank de la Jungla en enero... porque no habrá más | » |

Després d'abandonar la televisió, Cuesta gravava, editava i presentava el seu propi canal a YouTube, anomenat Natural Frank, on seguia ensenyant als seus seguidors els seus coneixements sobre animals.
El setembre de 2013, Frank Cuesta va tornar a la televisió amb un nou programa anomenat Natural Frank, que s'emetia de dilluns a dijous a les 21.30 h a Cuatro. El març de 2014, tanmateix, Frank va fitxar per a la cadena de televisió Discovery Max per a desenvolupar nous projectes, i va abandonar el grup Mediaset España després de quatre anys. El maig d'aquell any es va estrenar en aqueix canal el seu programa Wild Frank.

## Vida privada
Frank Cuesta es va casar amb Alissa Intusmith, model i cantant tailandesa coneguda com a Yuyee. Tenen dos fills, Zape i Zorro i una filla anomenada Zen. Zape nasqué bessó amb un altre nen anomenat Zipi, que va morir poc després de néixer. La parella va separar-se el 2012, tot i que aleshores no es va fer públic.
El 2014 Yuyee, que aleshores tenia quaranta-un anys,va ser detinguda i condemnada a quinze anys de presó, acusada de possessió de drogues Frank Cuesta va fer un aclariment a Facebook dels fets. El jutge encarregat del cas fou despatxat per corrupció, tot i que ella va seguir empresonada.
El cas, publicitat a través de les xarxes socials i diversos mitjans de comunicació, va generar diverses campanyes de recollida de signatures en favor del seu alliberament. Després de cinc-cents seixanta-quatre dies sense poder veure als seus fills, Frank va explicar que el 29 de desembre de 2015 les autoritats tailandeses li permeteren una visita dels nens gràcies a la intercessió de l'entrenador Luis Enrique i dels jugadors Lionel Messi i Daniel Alves, tots tres del Futbol Club Barcelona, que abordaren una delegació tailandesa amb la qual coincidiren al Japó mentre disputaven el Mundial de Clubs. Yuyee va ser alliberada el 2020 i el 2023 es va fer públic que la parella havia decidit divorciar-se oficialment.

## Filmografia

### Programes de televisió
| Any(s)      | Títol              | Cadena |
| ----------- | ------------------ | ------ |
| 2010 – 2013 | Frank de la jungla |        |
| 2011 – 2012 | La selva en casa   |        |
| 2013 – 2014 | Natural Frank      |        |
| 2014 – 2020 | Wild Frank         |        |